# Lộc Thiện
Lộc Thiện là một xã thuộc huyện Lộc Ninh, tỉnh Bình Phước, Việt Nam.
Xã Lộc Thiện có diện tích 56,60 km², dân số năm 1999 là 6.870 người, mật độ dân số đạt 121 người/km².